# Santa Cecília do Sul
Santa Cecília do Sul é um município brasileiro do estado do Rio Grande do Sul. Possui 1 710 habitantes e 200,056 km², com cerca de 8,37 hab/km².  Localiza-se na região intermediária de Passo Fundo e na região imediata de Tapejara - Sananduva.

## História
Até aproximadamente o ano de 1900, a região era habitada por povos indígenas. Em 1924, havia uma sociedade estruturada e com diretoria formada, e lá construíram uma capela. Anos depois, aconteceu a primeira festa na igreja, já com a imagem da padroeira Santa Cecília.
Em 1928, a empresa colonizadora Goelzer e Almeira comprou lotes de terra na região, iniciando o processo de colonização. No início da colonização, esta área denominava-se Paiol Grande, pois no centro da vila havia um grande galpão, que servia de pousada para tropeiros que cruzavam a região.
Essas terras foram divididas e distribuídas, e uma família compradora foi a Fernandes, que batizou sua área de Fazenda Santa Cecília, dando assim o nome à localidade.
A vila Santa Cecília pertencia inicialmente ao distrito de Água Santa, e este ao município de Passo Fundo. Após a emancipação de Tapejara em 1955, foi elevada a categoria de distrito. Emancipou-se de Tapejara em 1996, sendo estabelecida em 2001.

## Geografia
O território atual do município é de 200,056 km², sendo 0,56 km² urbanizados, com 1.674 habitantes segundo o censo de 2022. Situa-se a 312 km da capital Porto Alegre. O principal acesso é pela RS 430, que liga o município a Tapejara.
Situa-se na região intermediária de Passo Fundo e na região imediata de Tapejara - Sananduva. Localizada na latitude 28°09'43" sul e na longitude 51º55'30" oeste, Santa Cecília do Sul está a uma altitude de 463 metros.

## Educação
O município possui uma taxa de escolarização dos 6 aos 14 anos de 99,1%, com 178 matrículas no ensino fundamental, em um estabelecimento de ensino, com 15 docentes. O ensino médio possui 34 alunos matriculados, em um estabelecimento de ensino com sete docentes.